# Platycarpum
Platycarpum là một chi thực vật có hoa trong họ Thiến thảo (Rubiaceae).

## Loài
Chi Platycarpum gồm các loài: